# 愛物語
『愛物語』（あいものがたり）は、かわぐちかいじによる日本の漫画作品。OVA化、実写（オリジナルビデオ）化されている。

## 書籍情報
- かわぐちかいじ 「愛物語」 徳間書店 ＜トクマコミックス＞ B6版

1. 1989年07月15日 ISBN

- かわぐちかいじ 「愛物語」 ワニブックス A5版

1. 1992年12月25日 ISBN 4847030788

- かわぐちかいじ 「愛物語」 笠倉出版 ＜笠倉漫画文庫＞

1. 1995年07月20日 ISBN 4773003537

- かわぐちかいじ 「愛物語 9 Love Stories」 双葉社 ＜双葉文庫名作シリーズ＞

1. 2001年 ISBN 4575723142

## OVA
- 愛物語 9 Love Stories（1992年6月1日）アニメイトフィルム

OVA作品。9つの物語がオムニバス形式で収録されている。

### サブタイトル
サブタイトルはそれぞれ、かわぐちの思い入れの深い楽曲にちなんでいる。また、「抱きしめたい」「HERO」「裏切りの街角」「ホワイトクリスマス」の4エピソードについては、サブタイトルの由来になった楽曲のオリジナル原盤が挿入歌に起用されている。
1. 抱きしめたい
2. HERO
3. 夜をぶっとばせ
4. 時間よ止まれ
5. 裏切りの街角
6. 愛さずにはいられない（英語版）
7. あの日に帰りたい
8. ライオンとペリカン
9. ホワイトクリスマス

### 声の出演
- 達男：松本保典
- 冴子：玉川紗己子
- 淳：草尾毅
- 水谷優子
- 島本須美
- 山寺宏一
- 京子：山田栄子
- 理絵：折笠愛
- 安原義人
- 池田秀一
- 戸田恵子

### スタッフ
- 監督：望月智充、浜津守 他
- 制作：アニメイトフィルム

## 映画
- 愛物語（1991年10月24日）にっかつ

オリジナルビデオ作品。全2話構成で、第1話「夜をぶっとばせ」と第2話「裏切りの街角」を収録。

### キャスト
- 第1話：夜をぶっとばせ
  - 風間：団優太
  - 京子：栗原けいこ
  - 景山：我王銀次
- 第2話：裏切りの街角
  - 西川弘志
  - 立花理佐

### スタッフ
- 監督：須藤公三（第1話）、金澤克次（第2話）
- 脚本：橋本以蔵（第1話）、藤長野火子（第2話）
- 原作：かわぐちかいじ
- 撮影：伊藤高宏（第1話）、高瀬比呂志（第2話）
- 主題歌：山下達郎 「GET BACK IN LOVE」